# 6over4
6over4, auch als „IPv6 over IPv4“ bezeichnet, ist ein IPv6-Übergangsmechanismus für den Transport von IPv6-Datenpaketen zwischen Dual-Stack-Knoten, die über ein IPv4-Netzwerk verbunden sind. Dieser Mechanismus setzt eine IPv4-Multicast-Infrastruktur voraus.

## Funktionsweise
Bei 6over4 wird aus einer IPv4-Adresse eine Link-Local-IPv6-Adresse generiert. Dazu wird der IPv4-Adresse die Zeichenfolge fe80:: vorangestellt.
Zur Generierung der Adresse dient folgender Algorithmus:
FE80::/64:<Interface-Identifier>
Der Interface-Identifier wird wie folgt gebildet:
0000:0000:<IPv4-Adresse>
Beispiel:
Aus der IPv4-Adresse: 91.198.174.225 leitet sich folgende Link-Local-Adresse ab:
fe80:0000:0000:0000:0000:0000:91.198.174.225 beziehungsweise
fe80:0000:0000:0000:0000:0000:5BC6:AEE1 oder kurz: fe80::5BC6:AEE1
Durch einen speziellen Mechanismus wird Neighbor Discovery für IPv4 ermöglicht. Aus Sicht der IPv4-Knotenpunkte wird die IPv6-Infrastruktur als link layer (Sicherungsschicht im OSI-Modell) verwendet.
Im Vergleich zu anderen IPv6-Übergangsmechanismen wird 6over4 eher selten genutzt. Das eingesetzte Tunneling-Verfahren kann Durchsatzprobleme im Netzwerk verursachen und bietet eine geringere Sicherheit der Datenübertragung als andere Methoden.

## Spezifikationen
- B. Carpenter, C. Jung: RFC: <a href='https://datatracker.ietf.org/doc/html/rfc2529' class='extiw' title='rfc:2529'>2529</a> – Transmission of IPv6 over IPv4 Domains without Explicit Tunnels. März 1999 (englisch).